# 丁昂敏乌
丁昂敏乌（1950年5月29日—）又称吴丁昂敏乌，出生于缅甸，缅族，毕业于缅甸军事学院，曾长期在军队中任职，2011年3月30日至2012年7月1日，丁昂敏乌出任缅甸副总统。

## 生平
1950年，丁昂敏乌出生于缅甸，后来在缅甸军事学院毕业。1970年，进入缅甸武装部队服役。1997年4月，出任缅甸三角军区司令。2001年12月，出任缅甸国防部军务署长。2003年8月，出任缅甸国家和平与发展委员会第二秘书长。2007年10月，出任缅甸国家和平与发展委员会第一秘书长。2009年，军衔晋升为“上将”。2011年3月30日，出任缅甸联邦共和国副总统。
2012年5月3日，丁昂敏乌到一座寺庙，随后被政府官员证实他已经出家为僧。

## 个人生活
丁昂敏乌是缅甸国防军三军总司令丹瑞大将的亲戚，为缅甸军方强硬人士。

## 荣誉奖项
1989年，荣获“迪哈杜拉”称号。